# Kaufhaus

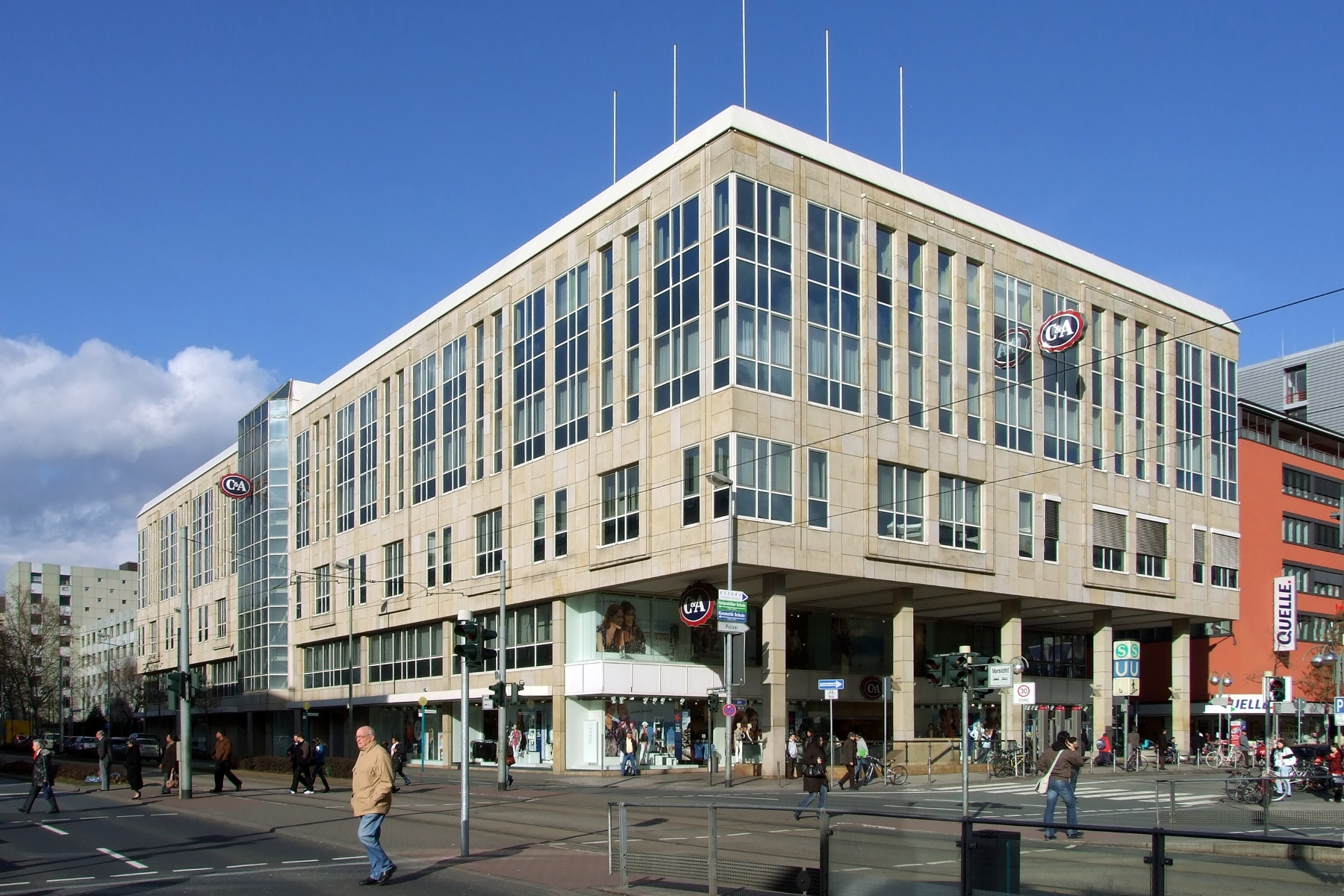
Kaufhaus in Frankfurt am Main

Ein Kaufhaus ist die Betriebsform eines Einzelhandelsgeschäfts, das Handelswaren aus einer oder wenigen bestimmten Warengruppe(n) in hoher Sortimentstiefe und Sortimentsbreite auf einer Verkaufsfläche von mindestens 1500 m² bietet.

## Allgemeines
Kaufhäuser weisen eine Verkaufsfläche zwischen 1500 m² und 3000 m² auf, Warenhäuser sind mit einer Verkaufsfläche von mindestens 3000 m² ausgestattet und verfügen über eine höhere Sortimentsbreite und Sortimentstiefe. Typisch für Warenhäuser ist ihr Angebot auch an Lebensmitteln (englisch food-Sektor) und anderen Waren (englisch non-food-Sektor), während in Kaufhäusern keine Lebensmittel geführt werden. Die große Verkaufsfläche gestattet geräumige Kontaktstrecken, die an den Waren vorbeiführen.
Am stärksten verbreitet sind Kaufhäuser mit Textilien (z. B. C&A, H&M, SinnLeffers) und mit Elektrogeräten oder Elektronik. Das Kaufhaus ist eine Weiterentwicklung des Fachgeschäfts zu einem großen Einzelhandelsbetrieb. Es bietet Waren aus einer Warengruppe in vielen Ausführungen, Preislagen und Qualitätsstufen an. In der Regel bieten Kaufhäuser auch diverse Kundendienstleistungen an.

## Geschichte
Die ersten Kaufhäuser in Deutschland waren Gemeinschaftswarenhäuser wie das im Mittelalter ab 1317 gebaute Kaufhaus am Brand in Mainz. Im 16. Jahrhundert gab es in den meisten Städten ein „Kauffhaus“, das (wie etwa das Kaufhaus in Neustadt an der Aisch) im unteren Bereich über Verkaufsbänke für Metzger, Bäcker, Weber, Kürschner usw. und im Oberstock meist über einen Saal (für Tanz- und Hochzeitsfeste oder zur Aufschüttung der in Naturalleistung entrichteten Zehnten) verfügte. Solche Kaufhäuser wurden je nach Ausstattung auch Tanzhäuser, Hochzeitshäuser, Schütthäuser oder Kauf- und Gewerbshäuser genannt.
Die Geschichte der modernen privatwirtschaftlichen Kaufhäuser begann im Japan der Edo-Periode. 1673 wurde das Kaufhaus Echigoya mit dem Werbeslogan „Genkin kakene nashi“ / „Barverkauf zu Festpreisen“ gegründet, das heute unter dem Namen Mitsukoshi als die älteste moderne Kaufhauskette der Welt gilt. Schon 1611 wurde Matsuzakaya gegründet, die jedoch wie in der Edo-Periode üblich noch auf Kredit verkauften. Nur zwei Mal im Jahr, in der Obon-Jahreszeit und im Winter, wurden die Rechnungen gestellt und beglichen. Davor war Bargeld nur im niederen Schausteller- und Wandergewerbe üblich. Durch Kaufhäuser war es der Mittelschicht möglich, spontan hochwertige Güter wie Kleidung zu kaufen, ohne damit eine lange Geschäftsbeziehung einzugehen. Auch heute noch wird in Banken, Restaurants und japanischen Depātos Bargeld verschämt in einem „Karuton“/„Carton“ übergeben, und es ist unhöflich nachzuzählen.
Unabhängig davon und fast gleichzeitig wurden in England und den USA die ersten Kaufhäuser gegründet. Der Eisenwarenhandel Bennett’s in Derby wurde 1734 gegründet. Das erste Vollkaufhaus Howell & Co wurde 1796 auf der Pall Mall in London eröffnet. Hier war es eher der Preisvorteil durch hohe Rabatte beim Einkauf großer Mengen aus Manufakturbetrieben und Importen und das breitere Angebot, dem diese Kaufhäuser ihren Erfolg verdankten. Daher versuchten Händler mit kleinen Ladengeschäften (Einzelhandel) von Anfang an, die Expansion der Waren- und Kaufhäuser auf gesetzlichem Wege zu behindern. In Paris entstand 1894 das Kaufhaus Galeries Lafayette. In Berlin eröffnete Rudolph Hertzog 1839 ein nach ihm benanntes Haus. In London wurde 1834 das Harrods eröffnet.
Mit der Verbreitung von eigenen Fachgeschäften bzw. Franchisebetrieben der Markenhersteller, Einkaufspassagen, Discountern und Handelsketten mussten die kleineren Einzelhandelsunternehmen Umsatzeinbußen hinnehmen. Etwa Zeitgleich wurden SB-Warenhäuser eröffnet, die Warenhäuser und Supermärkte auf entsprechend großer Fläche vereinen und ihre Waren in Selbstbedienung anbieten. Sie unterscheiden sich von Verbrauchermärkten hauptsächlich durch die größere Verkaufsfläche. In der Ära des Internets und des dadurch möglich gewordenen Preisvergleichs und Einkaufs per Computer nimmt auch der Umsatz von Kaufhäusern tendenziell ab. Es werden Lösungen für Umnutzungen gesucht, selbst für zentral gelegene bekannte Kaufhausketten wie Karstadt oder Kaufhof, die mittlerweile fusioniert sind und trotzdem noch immer wirtschaftlichen Schwierigkeiten haben. Die Vermieter der Immobilien müssen dabei mit wesentlichen Mieteinbußen rechnen, da selbst vergleichsweise wenig erträgliche Logistiknutzungen geprüft werden. In vielen Städten wurden Warenhäuser in Einkaufszentren mit Fachgeschäften umgewandelt.
Zwischen 2003 und 2023 ging der Umsatz real um 34,8 Prozent zurück, die Beschäftigung um 21,7 Prozent. Im gleichen Zeitraum nahmen die Umsätze im stationären Einzelhandel um 11,3 Prozent zu, im Versand- und Onlinehandel um 170,1 Prozent.

## Abgrenzung
Umgangssprachlich werden die Begriffe Warenhaus und Kaufhaus häufig gleich verwendet. In der Handelsbetriebslehre werden die beiden Betriebsformen jedoch nach der Breite der Sortimentsgestaltung unterschieden. Warenhäuser führen z. B. häufig eine Lebensmittelabteilung, Kaufhäuser nicht. Seitens der Einzelhandelsfirmen wird dies in der Namensgebung nicht einheitlich gehandhabt, so führt bspw. das bekannte Berliner Kaufhaus des Westens (KaDeWe) ungeachtet seines Namens ein Vollsortiment mit großer Lebensmittelabteilung und ist nach der wirtschaftswissenschaftlichen Definition ein Warenhaus.
Die Qualität der Waren in den drei Betriebsformen lässt sich nicht allgemeingültig unterscheiden. Fachgeschäfte bieten in der Regel sehr hochwertige Artikel mit einer fachkundigen Beratung an. Kaufhäuser vertreiben eher Waren für die durchschnittlichen Ansprüche, wobei aber auch hier Ausnahmen möglich sind wie z. B. das Kulturkaufhaus Dussmann in Berlin. Waren- und Kaufhäuser haben in den letzten Jahrzehnten ihr Sortiment durch ein hochwertigeres Warenangebot aufgewertet (trading up). Auch wurden eigene Waren- und Kaufhausabteilungen durch Fachgeschäfte von Fremdanbietern ergänzt.
Die Vorstufe des Kaufhauses, die Ladenpassage, wurde zum Gegenstand einer geschichtsphilosophischen Untersuchung von Walter Benjamin (Das Passagen-Werk).

## Film
- Wünsche werden wahr – Die Entstehung des Kaufhauses. Dokumentarfilm, Doku-Drama, Frankreich, 2011, 86 Min., Buch und Regie: Sally Aitken & Christine Le Goff, Produktion: arte France, Telfrance, Essential Viewing, deutsche Erstausstrahlung: 22. Oktober 2011 in arte, Filminformationen auf der Internetseite von 3sat anlässlich einer Wiederholung.